# ديغ دوغ: ديغينغ سترايك
ديغ دوغ: ديغينغ سترايك (بالإنجليزية: Dig Dug: Digging Strike)‏ (باليابانية: ディグダグ ディギング ストライク) ، هي لعبة فيديو إلكترونية من نوع ريترو مستحدث وأكشن، وتعمل حصرياً لنظام نينتندو دي إس ونشرها شركة نامكو اليابانية.

## وصلات خارجية
- IGN Game Profile
- ديغ دوغ: ديغينغ سترايك guide في موقع ستراتيجي ويكي